# Keynesianism

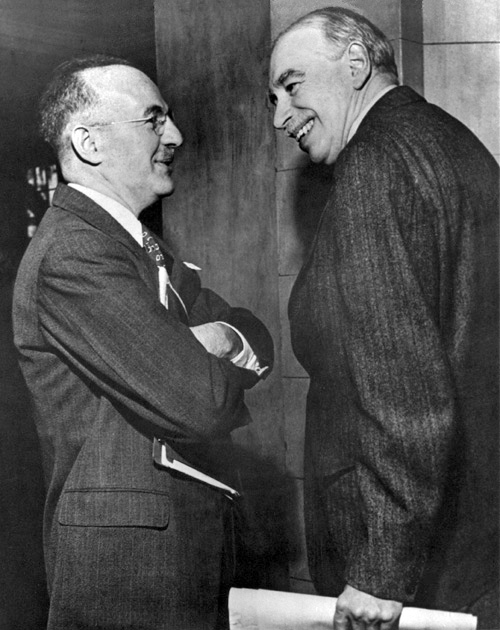
John Maynard Keynes, keynesianismens grundare, till höger i bild.

Keynesianism, eller keynesiansk ekonomisk teori, är en makroekonomisk skolbildning inom nationalekonomi som ursprungligen lanserades år 1936 av den brittiske ekonomen John Maynard Keynes. Teorin innehåller bland annat idéer om hur en regering kan dämpa konjunktursvängningar, genom att styra den aggregerade efterfrågan med finanspolitiska verktyg.

## Bakgrund
I depressionen som följde Napoleonkrigens slut 1815 i England började ekonomiska tänkare i Birmingham i England att resonera att ekonomins problem återfinns i underkonsumtion. Den fallande efterfrågan och depressionen i ekonomin tillskrevs krigsslutet och att mobiliseringen upphörde. Birminghamskolan motsatte sig guldmyntfoten och förespråkade en expansiv penningpolitik för att uppnå full sysselsättning. Den ledande teoretikern för Birminghamskolan var bankiren Thomas Attwood. Andra framträdande personer var  George Frederick Muntz och Thomas Attwoods bror Matthias Attwood. Skolan fick visst stöd av ekonomer som Arthur Young, Patrick Colquhoun och sir John Sinclair. Skolan blev också kritiserad under sin tid och förespråkarna sågs på som currency cranks och crude inflationists. Birminghamskolan ses idag som en outvecklad version av keynesianism.
Begreppet multiplikator förekommer i ekonomiska skrifter från 1890-talet av ekonomer som australiensaren Alfred De Lissa, dansken Julius Wulff och tysk-amerikanen Nicholas Johannsen, varav den sistnämnda omnämns i en fotnot av Keynes. År 1892 presenterades teorin sparparadoxen av John M. Robertson i boken The Fallacy of Savings, men finns även omnämnt av merkantilistiska ekonomer på 1500-talet men också så tidigt som under antiken.
Idag kallas dessa teorier, oavsett ursprung, för keynesiansk ekonomisk teori beroende på det genomslag teorierna fick genom hans verk The General Theory of Employment, Interest and Money.

## Kontext
1920-talet och 1930-talet var en ekonomiskt orolig tid med den stora depressionen som hade sin början i 1920-talets förmånliga rätt till lån för aktieköp och som i sin tur kunde tas för intäkt för ytterligare lån för än fler aktieköp, vilket skapade en häftig spekulationskarusell och slutade i börskraschen på Wall Street 1929. När ekonomin kraschade saknade den äldre nationalekonomin förmåga att förklara vad krisen berodde på, och världen stod med en djup lågkonjunktur och tilltagande massarbetslöshet.
År 1936 lanserade Keynes sin ekonomiska teori i boken The General Theory of Employment, Interest and Money; ekonomins problem härrörde enligt Keynes från en för låg efterfrågan på varor och tjänster varför arbetslösheten var hög och för att kontrahera problemet förordades en expansiv finanspolitik. Staten skulle överbrygga konjunkturcykler genom att föra en kontracyklisk finanspolitik (stabiliseringspolitik) med statsbudgeten som instrument för att styra den aggregerade efterfrågan i ekonomin. Hans arbete var en del av en långvarig ekonomisk debatt om den stora differensen mellan produktion och efterfrågan. Många av de verktyg som Keynes presenterade, som att bland annat underbalansera statens budget i stabiliseringshänseende, hade framförts innan av andra under 1800-talet och början på 1900-talet. Keynes främsta bidrag var att formalisera idéerna till en sammanhängande ekonomisk teori, vilken också kom att bli accepterad av det politiska och ekonomiska etablissemanget.
Flera teoretiska verktyg inom keynesianismen utvecklades innan och oberoende av Keynes idéer av Stockholmsskolan under 1930-talet. Skolan presenterade sina ekonomiska modeller 1937 som svar på Keynes General Theory från året innan, för att dela med sig av den svenska forskningen.

## Utgångspunkt
Utgångspunkten inom keynesianismen är att marknadsekonomins mekanismer saknar förmågan att skapa balans i konjunkturer och full sysselsättning i samhällsekonomin, varför statliga ingripanden ses som nödvändiga. Keynesiansk ekonomisk teori menar till skillnad från klassisk och neoklassisk nationalekonomisk teori att det inte finns någon automatisk eller naturlig tendens till full sysselsättning, eller ett maximalt resursutnyttjande i ekonomin varför det heller inte uppnås. För att uppnå maximalt resursutnyttjande i ekonomin förespråkar keynesiansk ekonomisk teori statlig stabiliseringspolitik.
Enligt det neoklassiska perspektivet är jämviktsnivån på produktionen där den aggregerade efterfrågan motsvarar det långsiktiga aggregerade utbudet. Enligt keynesianisterna kan dock jämviktsnivån på produktionen inträffa vid olika tidpunkter. Framförallt menar de att ekonomin under en lång period kan befinna sig i jämvikt vid en avkastningsnivå under den maximala sysselsättningsnivån av nationalinkomsten, exempelvis om ekonomin opererar på en nivå där det finns extra kapacitet. I de fallen beror jämviktsnivån på produktionen, huvudsakligen på nivån av den aggregerade efterfrågan.

Keynes menade att lösningen på den stora depressionen var att stimulera ekonomin ("skapa incitament att investera") genom en kombination av två metoder:
En räntesänkning (penningpolitik), och Statliga investeringar i infrastruktur (finanspolitik).
Genom att sänka räntan vid vilken centralbanken lånar ut pengar till affärsbankerna, skickar regeringen en signal till kommersiella banker att de skulle göra samma sak för sina kunder.
Investeringar av regeringen i infrastruktur injicerar inkomster i ekonomin genom att skapa affärsmöjligheter, sysselsättning och efterfrågan och motverka effekten av den tidigare nämnda obalansen. [ Regeringarna anskaffa medel för denna utgift genom att låna pengar från ekonomin genom emission av statsobligationer, och eftersom de offentliga utgifterna överstiger beloppet av skatteintäkter som regeringen tar emot, skapar detta ett budgetunderskott.
En central slutsats i keynesiansk teori är att ingen automatisk mekanism i vissa situationer, flyttar produktion och sysselsättning mot fulla sysselsättningen. Denna slutsats strider mot de ekonomiska teorier som antar att det finns allmän tendens i den sk. fria marknaden som bara lämnad åt sig själv strävar mot någon slags allmän jämvikt.

### Inflations- och deflationsgap
Den aggregerade tillgången kan vara väldigt elastisk på grund av extra, oanvänd kapacitet, såsom hög arbetslöshet eller underanvänt kapital. Vid sådana fall är jämviktsnivån på produktionen under den maximala sysselsättningsnivån av produktionen, vilket bidrar till ett deflationsgap. Om detta läge inträffar är inte den aggregerade efterfrågan tillräckligt hög för att kunna köpa upp den högsta möjliga produktionen, som skulle kunna produceras vid högsta sysselsättningsnivå. Detta läge skulle kunna förklaras som avståndet från en punkt inuti ett lands hypotetiska produktionsmöjlighetskurva till en annan punkt längs kurvan. Keynesianisterna menar vidare att den aggregerade efterfrågan kan öka med en ökning av den reala produktionen, utan att prisnivån konsekvent ökar, beroende på att det finns oanvända resurser. Producenterna kan då anställa oanvända produktionsfaktorer för att öka produktionen utan att få en ökande kostnad, vilket bidrar till att ett inflationstryck inte uppstår. Om den aggregerade efterfrågan därefter ytterligare ökar kan ett inflationstryck uppstå, då tillgängliga produktionsfaktorer blir knappare och priserna på dessa högre.
Om arbetslösheten är så gott som obefintlig, och den aggregerade efterfrågan ytterligare ökar, kommer utgången resultera i ett högt inflationstryck; produktionen ökar inte och den enda skillnaden är att priset ökar. Produktionsnivån kan inte längre höjas. Om den aggregerade efterfrågan ökar behöver det inte betyda att produktionen förändras, eftersom ekonomin inte kan producera mer vid full sysselsättningsnivå. Den enda påverkan detta ger är en prisökning, vilket leder till ett inflationsgap, där nivån på den aggregerade efterfrågan inte kan tillfredsställas med existerande resurser. Prisnivån stiger då, vilket i sin tur leder till en re-allokering av knappa resurser bland konkurrerande konsumenter, producenter, och så vidare.

## Kontracyklisk finanspolitik och multiplikatoreffekt
Keynes menade att efterfrågan i ekonomin rör sig i vågor som förstärks av den så kallade multiplikatoreffekten, som skapar instabilitet i ekonomin. Genom att driva en aktiv kontracyklisk finanspolitik (förändringar i skattenivåer och investeringsgraden) kan ekonomin dock stabiliseras och samhällsekonomin få en hög sysselsättningsgrad, samt konjunkturcyklar överbryggas i strävan efter maximalt resursutnyttjande och nationalekonomisk jämvikt.
Keynesiansk kontracyklisk finanspolitik innebär att kravet om en årlig budgetbalans överges till förmån för en ekonomisk politik som förespråkar en intervention i ekonomin, genom att staten underbalanserar statsbudgeten och ökar de offentliga utgifterna (investeringar och transfereringar) eller sänker skatterna i en lågkonjunktur, alternativt överbalanserar statsbudgeten och minskar de offentliga utgifterna eller höjer skatterna i en högkonjunktur, för att motverka svängningarna i konjunkturcykeln. Det nya målet var att statsbudgeten över en konjunkturcykel skall vara balanserad.

### Förutsättningar
Det finanspolitiska stabiliseringsverktyget i en ursprunglig keynesiansk modell saknar emellertid effekt på den totala ekonomins verksamhet i en öppen ekonomi med rörlig växelkurs eftersom en ökad ekonomisk verksamhet kommer kontraheras av en penningpolitisk stabilisering (exempelvis höjda räntor och minskat penningutbud). Mundell-Fleming-modellen beskriver små öppna ekonomier med rörliga växelkurser. Modellen anger det finanspolitiska stabiliseringspolitiken som helt verkningslös vid rörlig växelkurs, eftersom de offentliga satsningarna kommer konsumeras av högre räntor.

## Kritik
Keynesianismen har kritiserats från den politiska och ekonomiska högern, främst av förespråkare för klassisk liberalism och nyliberala ekonomiska ståndpunkter. 
Bland annat pristagaren till Sveriges Riksbanks pris i ekonomisk vetenskap till Alfred Nobels minne Friedrich August von Hayek från den Österrikiska skolan har framfört att keynesiansk ekonomisk politik innebär en i grunden kollektivistisk syn på ekonomin vilket skulle uppmuntra en centraliserad ekonomisk planering i samhället.